# Centromerus turcicus
Centromerus turcicus är en spindelart som beskrevs av Jörg Wunderlich 1995. Centromerus turcicus ingår i släktet Centromerus och familjen täckvävarspindlar.
Artens utbredningsområde är Turkiet. Inga underarter finns listade i Catalogue of Life.